# Corridoio economico Cina-Pakistan

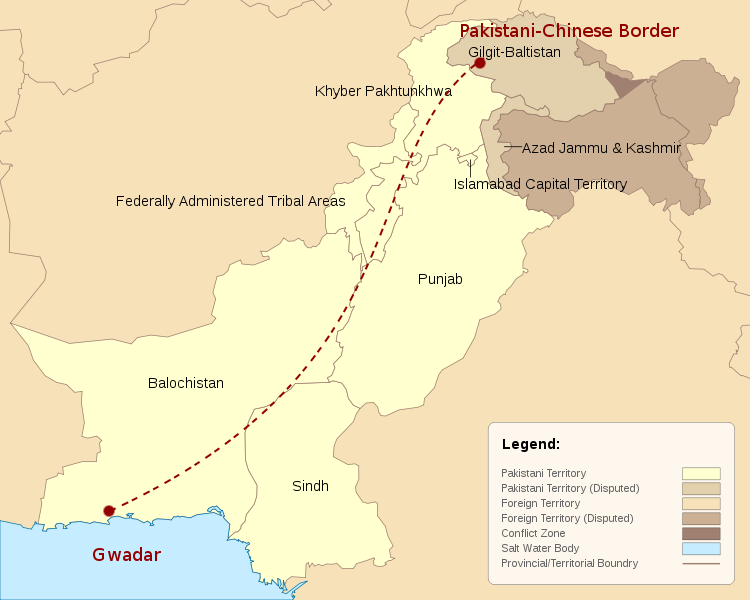
Il corridoio economico Cina-Pakistan

Il Corridoio economico Cina-Pakistan (cinese 中巴經濟走廊 / 中巴经济走廊, pinyin Zhōng Bā Jīngjì Zǒuláng; in urdu  پاک چین اقتصادی راہداری ‎?, DMG Pāk-Čīn Iqtiṣādī Rāhdārī; in inglese China-Pakistan Economic Corridor, CEPC) consiste in una serie di progetti volti a sviluppare e migliorare le infrastrutture di trasporto ed energetiche del Pakistan e ad aumentare la cooperazione economica tra la Repubblica Popolare Cinese e il Pakistan

## Aspetti generali
Il progetto prevede l'attraversamento del centro del Pakistan tra il passo Kunjirap, a circa 4.700 m di altitudine, e la città portuale di Gwadar sul Mar Arabico (in parte sull'autostrada del Karakoram). È uno dei sei corridoi terrestri, commerciali e infrastrutturali della Nuova via della seta. Secondo quanto riportato dalla stampa il volume degli investimenti ammonta tra i 46 e i 65 miliardi di dollari. Si prevede che il CECP creerà fino a 700.000 posti di lavoro e contribuirà per il 2-2,5% alla crescita economica del Pakistan nel periodo 2015-2030. Se tutti i progetti venissero completati come previsto, il valore totale supererebbe quello di tutti gli investimenti stranieri in Pakistan dal 1970.

## Trasporti stradali e ferroviari
I progetti di infrastrutture stradali e ferroviarie del CECP si estendono su tutto il territorio del Pakistan e dovrebbero arrivare a collegare Gwadar, nel Pakistan sudoccidentale, con la regione autonoma cinese dello Xinjiang, con ampie reti di autostrade e linee ferroviarie. I progetti infrastrutturali hanno un valore complessivo di undici miliardi di dollari e sono sovvenzionati dalla China Exim Bank, dalla China Development Bank e dalla Industrial and Commercial Bank of China.
Tra Karachi e Lahore sarà costruita un'autostrada lunga 1.100 chilometri. L'autostrada del Karakorum tra Rawalpindi e il confine cinese dovrebbe essere completamente rinnovata.
La linea ferroviaria Karachi-Peshawar è in fase di rinnovamento e consentirà ai treni di viaggiare ad una velocità di 160 chilometri orari a partire dal 2019. La rete ferroviaria di Kashgar avrà anche un collegamento con la ferrovia cinese dello Xinjiang meridionale. Il 6 luglio 2020 è stato firmato un contratto da 7,2 miliardi di dollari per la revisione della rete ferroviaria del Pakistan, fino a quel momento l'investimento più grande della Cina in Pakistan.

## Infrastrutture energetiche
Il Pakistan soffre di una carenza energetica cronica che supera regolarmente i 4500 megawatt e che abbassa il prodotto interno lordo del 2–2,5% annui. Il CECP investirà 33 miliardi di dollari nella fornitura di energia. Una rete di gas naturale liquido e oleodotti includerà un gasdotto da 2,5 miliardi di dollari tra Gwadar e Nawabshah attraverso il quale fluirà il gas naturale proveniente dall’Iran . Si prevede inoltre di produrre oltre 10.400 megawatt di energia a partire dal 2020 nell'ambito del progetto Early Harvest CECP e di altri quattro progetti che non fanno parte del CECP. L'energia elettrica sarà prodotta principalmente con il carbone, ma sono previsti anche progetti eolici e la costruzione di uno dei parchi solari più grandi del mondo.
Dopo che nel giugno 2016 è stato emesso un divieto di approvazione di costruzione di nuove centrali elettriche che utilizzano combustibili importati, è stata bloccata nel gennaio 2019 dal primo ministro Imran Khan la costruzione di una centrale elettrica a carbone solforato importato prevalentemente dal Sudafrica, con una prestazione di 1,32GW vicino a Rahimyar Khan, nel sud della provincia del Punjab, voluta dal predecessore primo ministro Nawaz Sharif. A differenza di quest'ultimo, Imran Khan è da tempo critico nei confronti del corridoio economico e della Cina in generale. Il 25 giugno 2020 è stato invece firmato un contratto del valore di 3,9 miliardi di dollari per la costruzione di due centrali idroelettriche ad Asad Jammu e Kashmir. Il 10 gennaio 2016 è iniziata la costruzione della centrale elettrica di Karot a Jhelam vicino a Kahuta, nella provincia del Punjab. A novembre 2021 la centrale era completata al 95%. Una volta operativa, fornirà 3,2 gigawattora all’anno, coprendo il fabbisogno elettrico di 5 milioni di persone.

## Monitoraggio satellitare
Poiché il corridoio economico attraversa un territorio impervio e scarsamente popolato, soprattutto nella sua parte settentrionale, cioè nella provincia di Khyber Pakhtunkhwa e nel territorio speciale del Gilgit-Baltistan, è vulnerabile agli attacchi terroristici e alle attività criminali. Per questo motivo, il 20 aprile 2016 l'agenzia spaziale pakistana SUPARCO (Space and Upper Atmosphere Research Commission) ha acquistato il "Pakistan Remote Sensing Satellite", o in breve "PRSS-1", basato sul bus satellitare CAST-2000 e costruito da Hangtian Dong Fang Hong Satellite GmbH, tramite la China Great Wall Industry Corporation, una filiale della Compagnia cinese di scienza e tecnologia aerospaziali, che offre soluzioni a pacchetto per clienti stranieri. Oltre ai compiti abituali di un satellite di osservazione della Terra, come l'esplorazione delle risorse minerarie o la stima dei raccolti, questo satellite è specificamente progettato per monitorare il corridoio economico e i progetti di costruzione associati. Il 9 luglio 2018, PRSS-1 è stato lanciato dal cosmodromo cinese di Jiuquan su un veicolo di lancio Changzheng 2C.

## Terrorismo
In Pakistan, il CECP corre all'incirca a metà della parte pakistana del Balochistan. I gruppi di opposizione beluci, che si sono opposti fin dall'inizio al CECP, criticano il progetto poiché la popolazione locale non è coinvolta nei progetti del CECP e non ne trae alcun vantaggio. Il Fronte di Liberazione del Baloch e l' Esercito di Liberazione del Baloch, anch'essi in lotta per un Balochistan indipendente, nonché un'alleanza di gruppi militanti separatisti etnici del Baloch, effettuano regolarmente attacchi alle infrastrutture, alle forze di sicurezza pakistane e ai lavoratori cinesi. Gravi attacchi contro lavoratori e rifugi cinesi si sono verificati a Gwadar e nella capitale provinciale Karachi. Anche l'aeroporto di Jewani e i dipendenti della Oil and Gas Development Co. Ltd. (OGDCL) hanno subito attacchi. Il Pakistan ha schierato diverse migliaia di addetti alla sicurezza lungo il percorso del CECP per proteggere il progetto e i cittadini cinesi che vi lavorano. Nel giugno 2020, il BRAS, un'alleanza di militanti beluci, ha attaccato la Borsa del Pakistan e ha chiesto alla Cina di interrompere i lavori sul CECP in Balochistan. L'opposizione beluci accusa anche le autorità pakistane di centinaia di esecuzioni extragiudiziali e della scomparsa di migliaia di persone beluci.